# فيليب هنري
فيليب هنري هو سياسي بلجيكي، ولد في 23 أبريل 1971 في شارلوروا في بلجيكا. حزبياً، نشط في Ecolo ‏. وقد انتخب عضو مجلس الشيوخ البلجيكي وقد انضم خلال فترته النيابية ‏ للكتلة البرلمانية Ecolo-Groen ‏ وانتخب عضو البرلمان والون وانتخب عضو مجلس النواب من بلجيكا.